# 378

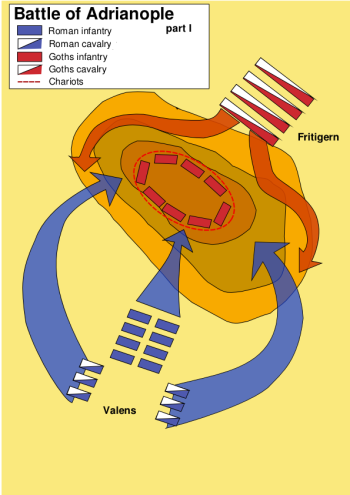
Slag bij Adrianopel (378): De Goten in rood en het Romeinse leger in blauw

Het jaar 378 is het 78e jaar in de 4e eeuw volgens de christelijke jaartelling.

## Gebeurtenissen

### Europa
- Slag bij Argentovaria: De Alemannen worden bij Colmar (Frankrijk) aan de Rijngrens door de Romeinse veldheer Mallobaudes verslagen. Keizer Gratianus krijgt voor zijn overwinning tegen dit Germaanse volk de titel van Alemannicus Maximus aangeboden.
- 9 augustus - Slag bij Adrianopel: Het Romeinse leger (20.000 man) wordt bij Adrianopel (Turkije) door de Visigoten onder leiding van Fritigern verslagen. Keizer Valens sneuvelt en twee derde deel van zijn veldleger – de elite van de oostelijke krijgsmacht van Rome – wordt vernietigd.
- Gratianus benoemt Flavius Theodosius, gouverneur van Moesië, tot augustus (medekeizer) van het Oost-Romeinse Rijk. Hij begint een veldtocht tegen de plunderende Goten en Sarmaten.

### Klein-Azië
- De Oost-Romeinse keizer Flavius Julius Valens vaardigt een wet uit waarbij het verboden wordt zichzelf tot slaaf van een grootgrondbezitter te verklaren. Veel kleinere landeigenaren doen dat, omdat zij niet meer in staat zijn de hoge belastingen op te brengen.[1]
- 9 augustus - De overmoedige Valens wordt door Visigotische indringers gedood in de Slag bij Adrianopel

### Godsdienst
- Damasus I wordt definitief, mede door de steun van Sint-Hiëronymus en Rufinus, tot paus uitgeroepen; hiermee neemt de kerkelijke macht van tegenpaus Ursinus af. Hij geeft opdracht om de Vulgaat (een Bijbelvertaling in het Latijn) te schrijven.
- Gregorius van Nazianze wordt gewijd tot bisschop van Constantinopel. Het christendom wordt de officiële staatsgodsdienst van het Romeinse Rijk.

### Midden-Amerika
- 8.17.1.17.16: In Tikal (Mexico) wordt ahau Jaguarpoot vermoord en Siyah K'ak bestijgt de troon. Vogel Jaguar I wordt de derde heerser van de stadstaat Yaxchilán.[2]

## Geboren
- Euthymius de Grote, kluizenaar en bisschop (overleden 473)
- Eutyches, priester en theoloog (overleden 454)
- Germanus van Auxerre, Romeins praefectus en bisschop (waarschijnlijke datum)

## Overleden
- 9 augustus - Flavius Iulius Valens (50), keizer van het Romeinse Rijk
- Viator van Bergamo, bisschop